# Белогорское (Актюбинская область)
Белогорское — бывшее село в Актюбинской области Казахстана. Находилось в подчинении городской администрации Актобе. В 2018 году стало жилым массивом города Актобе в составе Алматинского административного района. Входило в состав Благодарного сельского округа.

## Население
В 1999 году население села составляло 101 человек (54 мужчины и 47 женщин). По данным переписи 2009 года, в селе проживало 146 человек (80 мужчин и 66 женщин).